# Мозлер, Фридрих
Карл Фридрих Мозлер нем. Karl Friedrich Mosler; 8 марта 1831, Ортенберг (Гессен) – 3 января 1911, Грайфсвальд) – немецкий медик-терапевт, педагог, профессор, ректор Грайфсвальдского университета (1876/77), писатель
.

## Биография
С 1850 года изучал медицину в университете Гиссена, Университете Вюрцбурга и Берлинском  университете. Ученик Д. Фогеля, Фридриха Теодора фон Фрерикса и Рудольфа Вирхова. В 1853 году получил докторскую степень по медицине. Под влиянием зоолога  Рудольфа Лейкарта занялся гельминтологией.
С 1864 года – профессор и директор медицинской клиники в Грайфсвальде, читал лекции в местном университете, был ректором.
В 1880 году стал членом Леопольдины

## Избранные труды
- «Helminthologische Studien und Beobachtungen» (1864),
- «Behandlung des Typhus exauthematicus» (1868),
- «Pathologie und Therapie der Leukämie» (1872),
- «Die Krankheiten der Milz» (в «Частной патологии и терапии» Цимсена, т. VIII, 2 изд., Лпц., 1878),
- «Ueber Lungenchirurgie» (Висбад., 1883),
- «Ueber Milz-Eshinococcus und seine Behandlung» (1884),
- «Die medizinische Bedeutung des Medinawurms» (Берлин, 1884),
- ряд работ об алкоголизме (1890), гриппе (1890), заразном воспалении легких (1890), в сотрудничестве с Пейпером «Tierische Parasiten» (в «Патологии и терапии» Nothnagel’я, Вена, 1894).